# Небесные ласточки
«Небесные ласточки» — советский двухсерийный музыкальный комедийный телефильм, поставленный на киностудии «Ленфильм» в 1976 году режиссёром Леонидом Квинихидзе по сюжету Анри Мельяка, Альбера Мийо и композитора Флоримона Эрве «Мадемуазель Нитуш».

## Сюжет

### Первая серия. «Пансион»
В небольшом французском городке, где расквартирован полк военных, есть театр варьете. Неподалёку находится монастырь с пансионом «Небесные ласточки», где под строгим оком монахинь хорошим манерам и этикету обучаются девушки из благородных семей со всей Франции.
Дениза де Флориньи — одна из лучших воспитанниц монастыря, по мнению педагогов и самой настоятельницы, прилежная и скромная девушка. Впрочем, в действительности она — озорница и проказница, мечтающая не о браке и «исполнении семейного долга», а о сценической карьере.
Пение в пансионе преподаёт скромно одетый и набожный месье Селестен. Никто из монахинь не знает, что он же, под псевдонимом Флоридор, сочиняет музыку для театральных представлений с легкомысленными сюжетами. Только несколько старших воспитанниц, в том числе Дениза, посвящены в тайну Селестена-Флоридора.
Майор Альфред Шато-Жибюс и по совместительству брат начальницы пансиона «Небесных ласточек» в компании своих сослуживцев приезжает на воскресное представление в школу и рассказывает сестре, что одного из его офицеров, лейтенанта Шамплантрэ, хотят женить на некой Денизе, воспитаннице этого пансиона, которую жених никогда не видел. Настоятельница разрешает гостям (среди которых есть и лейтенант) присутствовать на выступлении девушек. Девушки выходят на сцену, танцуют и поют очень набожную песню. Разглядеть их невозможно — лица скрыты под вуалями. Шамплантрэ после такого выступления считает, что его наречённая — скучная и набожная особа. Опасения усиливаются, когда настоятельница разрешает ему разговор с Денизой под присмотром одной из монахинь. Девушка, уверенная, что разговаривает с инспектором, скрытым от её глаз, да ещё и под присмотром монахини, заявляет, что не хочет выходить замуж и желает остаться в пансионе.
Перед отъездом из пансиона лейтенант вручает настоятельнице письмо от родителей Денизы, в котором они просят привезти её в Париж для дальнейшего замужества. Отвезти девушку в город и отправить на поезде в Париж поручают месье Селестену.

### Вторая серия. «Варьете»
Оставив Денизу в гостинице, маэстро идёт решать свои театральные дела — вечером ожидается премьера спектакля с его музыкой. Расстроенная неожиданными переменами в жизни, не совпадающими с её мечтами, девушка решается в одиночку посетить театр — все роли, все музыкальные партии в сегодняшнем представлении она знает наизусть.
В театре тем временем назревает скандал — исполнительница главной роли Корина, ранее благосклонно принимавшая знаки внимания Селестена и отвергавшая по-офицерски прямолинейные ухаживания майора Альфреда Шато-Жибюса, услышав в антракте, что маэстро видели в отеле с молодой девушкой, приходит в бешенство, демонстративно ссорится с директором и уходит с майором, заявив, что не будет играть «в этой бездарной пьеске». Спектакль оказывается на грани срыва, но положение спасает появившаяся в театре Дениза (представившаяся как «мадемуазель Нитуш»), которую случайно встреченный лейтенант Фернан Шамплантрэ проводит за кулисы. Директор, не видя другого выхода, выпускает её на сцену во втором действии, девушка спасает постановку, более того, публика принимает её с огромным энтузиазмом.
Не севшие в результате всех событий предыдущего вечера в поезд до Парижа, Селестен и Дениза возвращаются в пансион. Туда же вскоре является лейтенант Шамплантрэ. Оказывается, лейтенант, который тоже должен был уехать в Париж, чтобы по воле родителей жениться на неизвестной ему Денизе де Флориньи, воспитаннице пансиона «Небесные ласточки», вчера в театре с первого взгляда влюбился в мадемуазель Нитуш и теперь желает объявить, что не может жениться на Денизе. Дениза просит у настоятельницы возможности поговорить со своим наречённым, чтобы «наставить его на путь истинный», и в разговоре наедине открывается ему.

## В ролях

### В главных ролях
- Ия Нинидзе — Дениза де Флориньи (она же «мадемуазель Нитуш»), воспитанница пансиона и новоявленная звезда театра (озвучивание и вокал — Елена Дриацкая)
- Андрей Миронов — Селестен (он же «Флоридор»), преподаватель пения в пансионе и тайный композитор театра
- Ирина Губанова — Каролина Шато-Жибю, настоятельница пансиона благородных девиц «Небесные ласточки», сестра майора
- Людмила Гурченко — Корина (она же «Коко»), прима театра
- Сергей Захаров — Фернан Шамплантрэ, лейтенант (озвучивание, кроме песен, — Олег Басилашвили)
- Александр Ширвиндт — Альфред Шато-Жибю, майор, брат Каролины

### В ролях
- Эра Зиганшина — Урсула, воспитанница пансиона
- Гелена Ивлиева — Генриетта, старшая сестра пансиона
- Борис Лёскин — Густав Кристо, капитан
- Евгений Шпитько — Мишель Готье, капитан
- Илья Рахлин — директор театра-варьете (озвучивание — Владимир Татосов)
- Нонна Дзнеладзе — жена директора театра
- Виктор Лебедев — пианист в театре-варьете
- Антонина Аксёнова — Сильвия, субретка, подруга Коко
- Людмила Давыдова — Лидия, субретка
- Анатолий Королькевич — Полинер, конферансье
- Ансамбль балета Ленинградского Государственного академического театра оперы и балета им. С. М. Кирова
- Ансамбль балета Ленинградского Государственного театра музыкальной комедии
- Ленинградский Государственный Мюзик-холл
  - Художественный руководитель — Илья Рахлин

## Съёмочная группа
- Автор сценария — Леонид Квинихидзе
- Режиссёр-постановщик — Леонид Квинихидзе
- Главный оператор — Николай Жилин
- Главный художник — Борис Быков
- Музыка — Виктор Лебедев
- Хореография — Святослав Кузнецов
- Стихи — Владимира Уфлянда
- Вокальные партии:
  - Елена Дриацкая
  - Ольга Вардашева
  - Людмила Невзгляд (в титрах не указана)

## Песни в фильме
Музыка Виктора Лебедева, слова Владимира Уфлянда
| Название                              | Первая строчка                                                                         | Исполнитель                                          |
| ------------------------------------- | -------------------------------------------------------------------------------------- | ---------------------------------------------------- |
| Наши сны                              | Вечно юн и прекрасен мир                                                               |                                                      |
| Песня Бабетты                         | Поздно ночью переулком шел с Бабеттою Каде                                             | Людмила Гурченко (1 серия), Елена Дриацкая (2 серия) |
| Дуэт Флоридора и Урсулы               | Здесь Селестена ждут, там Флоридора ждут…                                              | Андрей Миронов, Ольга Вардашева                      |
| Песня воспитанниц                     | Только начнёт светать, колокол бьёт: пора вставать                                     |                                                      |
| Дуэт Принцессы и Оловянного Солдатика | Он был гвардейцем статным, по всем статьям герой                                       | Андрей Миронов, Елена Дриацкая                       |
| Это значит жить                       | Воздухом беспечности дышать, прелестью минуты дорожить                                 | Сергей Захаров                                       |
| Славный, чудный пансион               | О, с какой живой отрадой под готической аркадой дев невинных голоса прославляют небеса |                                                      |
| Романс лейтенанта Фернан Шамплантрэ   | Она брюнетка или блондинка? Гадать об этом лишний труд                                 | Сергей Захаров                                       |
| Прощание                              | Меня увозят от вас, я уезжаю в Париж                                                   | Елена Дриацкая                                       |
| Мир так велик, мир так богат          | Летите вы на парусах или в вагоне                                                      | Сергей Захаров                                       |
| Красавица Жанет                       | Без ума целый свет от красавицы Жанетт                                                 | Людмила Гурченко                                     |
| Мне жить без музыки нельзя            | Там занавес вот-вот взлетит и публики полно                                            | Елена Дриацкая                                       |
| Дуэт Денизы и Шамплантрэ              | Моя мечта — попасть под сень кулис                                                     | Елена Дриацкая, Сергей Захаров                       |
| Дуэт Денизы и Селестена               | То, что прелестно в оперетте, не всякий раз прилично в свете                           | Андрей Миронов, Елена Дриацкая                       |
| Пусть он мне только скажет            | Грустно листать страницы прошлых дней, думать, что всё прошло                          | Ольга Вардашева, Андрей Миронов                      |
| Финальная песня Денизы и Шамплантрэ   | Я натворила столько всяких бед                                                         | Елена Дриацкая, Сергей Захаров                       |

## Съёмки
- Натурные съёмки проходили в Воронцовском дворце в Алупке, а также в Ялте, на пересечении улиц Дражинского и Свердлова, у гостиницы «Приморская». Шестнадцатилетняя Ия Нинидзе за кадром называла Андрея Миронова не иначе как «дядя Андрей», что актёра очень задевало[1].
- На роль майора Альфреда Шато-Жибюса изначально был утверждён Владимир Высоцкий, который не смог принять участие в фильме из-за своей чрезмерной занятости. Режиссёр пригласил на эту роль Александра Ширвиндта[1]
- Оригинальной музыки композитора Флоримона Эрве в фильме практически не осталось (единственный эпизод — Канкан). Весь оставшийся музыкальный материал фильма — работа композитора Виктора Лебедева[1]
- В эпизодах фильма применяется цитирование других произведений:
  - укладывая вещи Денизы, персонаж Андрея Миронова напевает строчку из песни, которую он же исполняет в предыдущем фильме Квинихидзе «Соломенная шляпка»;
  - конферансье со сцены варьете напевает строки «Пойду к „Максиму“ я» из оперетты «Весёлая вдова». Ресторан «Максим» — один из самых знаменитых в Париже.

## Критика
Кинокритик Ирина Павлова писала, что в «Небесных ласточках» «вновь блистает роскошная актёрская плеяда, всё тот же вкус и стиль, так жизненно необходимые при постановке музыкальной комедии. Юная грузинка Ия Нинидзе в главной женской роли обаятельна, прелестна, музыкальна и пластична. Впервые Квинихидзе включает в фильм массовые музыкально-танцевальные номера по американскому образцу. И зрительский успех тоже немало. Но та былая лёгкость, то волшебное ощущение праздника и игры, какое поражало в „Соломенной шляпке“, словно куда-то улетучилось».
Киновед Александр Фёдоров считал, что «поразительно похожая на юную Одри Хепбёрн Ия Нинидзе стала главным манком „Небесных ласточек“, и телезрители с удовольствием на несколько часов отрывались от бытовой рутины, чтобы потом напевать запомнившийся песенный мотив».